# Ältere Burg Herrenzimmern
Die Ältere Burg Herrenzimmern, auch Obere Burg genannt, ist der Rest einer Burg in Herrenzimmern, einem heutigen Ortsteil der Gemeinde Bösingen im Landkreis Rottweil in Baden-Württemberg.
Gemäß der Zimmerschen Chronik bestanden in Herrenzimmern schon in der zweiten Hälfte des 11. Jahrhunderts eine obere und eine untere Burg. In der Zeit von 1077 bis 1080 wurde die obere Burg zerstört und im Zuge des Dreißigjährigen Krieges weiter zerstört. Im Westen der oberen Burg ist noch der in den Fels gebrochene Graben zu sehen.